# آناستازیا نیکولائونا رومانوا
شاهزاده آناستازیا با نام کامل علیاحضرت آناستازیا نیکولائِوْنا رومانُوا (به انگلیسی: Grand Duchess Anastasia Nikolaevna of Russia) (به روسی: Великая Княжна Анастасия Николаевна Романова, Velikaya Knyazhna Anastasiya Nikolayevna Romanova)، (۱۸ ژوئن ۱۹۰۱ – ۱۷ ژوئیه ۱۹۱۸) کوچکترین دختر نیکلای دوم، آخرین تزار روسیه بود. آناستازیا سه خواهر بزرگ به نام‌های الگا، تاتیانا و ماریا و برادر کوچکتری به نام الکسی داشت.
با وقوع انقلاب بلشویک‌ها و سقوط امپراتوری روسیه، آناستازیا نیز به همراه خانواده‌اش به دژ جنگی یکاترینبورگ که در دست نیروهای بلشویک بود، فرستاده شدند. پس از تیرباران خانواده نیکلای در بامداد ۱۷ ژوئیه ۱۹۱۸ در زیرزمین آن دژ،
شایعه‌هایی مبنی بر زنده ماندن این دختر بر سر زبان‌ها افتاد و این گمانه زنی‌ها تا پایان دوران کمونیسم ادامه داشت.
زمانی که آناستازیا به جهان پا گذشت، والدین این خانواده از این که چهارمین فرزند آن‌ها نیز دختر بود ناراحت بودند. گفته شده که نیکلای دوم برای آماده کردن خودش برای دیدن این دختر تازه به دنیا آمده، دست به یک راه‌پیمایی طولانی زد. یکی از معنای آناستازیا پاره کردن زنجیر یا فرار از زندان می‌باشد.
آناستازیا و خواهر بزرگتر پیش از خودش، ماریا به نام جفت کوچک شناخته می‌شدند. این دو خواهر مدت‌های طولانی را با هم به سر می‌بردند.
برخلاف روحیه خوب آناستازیا وی ضعف جسمانی داشته و از بیماری بونیون، بیرون‌زدگی مفصل انگشت شست پا در هر دو پا رنج می‌برده‌است. همچنین او دچار ضعف عضله پشت پا نیز بود که بر تحرک او تاثیر به سزایی می گذاشت.